# Massacro al Virginia Polytechnic Institute
Il massacro al Virginia Polytechnic Institute fu un fatto di cronaca nera accaduto lunedì 16 aprile 2007 nell'università Virginia Polytechnic Institute and State University, un importante complesso scolastico costituito da diversi edifici situato a Blacksburg nello stato della Virginia. Il massacro, il secondo più grave massacro scolastico nella storia degli Stati Uniti dopo il massacro della Bath School, ha privato della vita 33 persone (incluso l'omicida), mentre altre 23 hanno riportato ferite di diversa entità.
Autore del pluriomicidio è stato uno studente sudcoreano, Cho Seung-hui (in Hangŭl: 조승희), morto suicida dopo aver compiuto la strage. Le sue generalità sono state rese note dalla polizia soltanto il giorno dopo il tragico evento a causa delle difficoltà nell'identificazione per le condizioni del volto. Si è saputo così che si trattava di un giovane di 23 anni cresciuto a Centreville, sobborgo di Washington nel quale si era trasferito assieme alla sua famiglia nel 1992, all'età di otto anni. In possesso della carta verde (il permesso permanente di soggiorno negli Stati Uniti), viveva all'interno del campus - nel dormitorio della Harper Hall - e frequentava il quarto e ultimo anno, in procinto di laurearsi in inglese.
Si studiò moltissimo per capire il vero movente di questa crudele e atroce strage. Gli inquirenti sono giunti alla conclusione che fosse da ricondurre alle ripetute azioni di bullismo contro Seung-Hui-Cho.

## Cronologia dell'evento
Con 33 morti (incluso l'omicida), la strage al Virginia Tech è una delle peggiori compiute da un uomo singolo e armato nella storia americana, sorpassando il massacro di Luby compiuto nel 1991, che portò alla morte di 24 persone.
È inoltre uno dei peggiori massacri scolastici nella storia degli Stati Uniti, superando il massacro della Columbine High School compiuto da 2 studenti nel 1999, che causò la morte di 15 persone (inclusi i due assassini), e il massacro avvenuto nell'Università del Texas che causò la perdita di 16 persone (incluso l'assassino).

Rimane secondo solo al massacro della Bath School compiuto nel 1927, che portò alla morte di 45 persone.

È invece per numero di vittime la più grande tragedia scolastica compiuta da un singolo uomo armato nella storia degli Stati Uniti, dato che il massacro della Bath School, seppur superiore per numero di morti, è stato compiuto senza l'utilizzo di armi da fuoco.

(Nell'immagine: La Burruss Hall)
La prima sparatoria è avvenuta intorno alle 7:15 al West Ambler Johnston Hall, nella camera 4040 di un dormitorio che ospitava 895 studenti (due le persone uccise e diverse quelle ferite). Le vittime sono state Emily J. Hilscher, studentessa residente a Woodville, in Virginia, e un assistente interno, Ryan Clark of Martinez, originario della Georgia, accorso per aiutare Emily Hilscher. Non è chiaro come Cho abbia avuto accesso al dormitorio visto che generalmente la struttura rimaneva chiusa fino alle 10 del mattino.
A circa due ore dalla prima sparatoria, dopo aver spedito alle 9:01 un pacco contenente immagini e video alla NBC dall'ufficio postale del campus, numerosi altri spari si sono uditi al secondo piano del Norris Hall, un complesso dell'istituto che ospita le facoltà di ingegneria e meccanica, le cui tre uscite principali furono bloccate dall'assassino con una catena. La seconda sparatoria, durata circa 9 minuti, ha permesso a Cho di uccidere 25 studenti e 5 professori suddivisi in quattro classi, esplodendo in totale circa 170 colpi. Quando la polizia, dopo essere riuscita a fare irruzione nell'edificio, raggiunse il secondo piano riuscì soltanto ad udire l'ultimo colpo, quello che Cho utilizzò contro di sé per togliersi la vita. Le classi protagoniste della seconda sparatoria furono la 204 (Solid Mechanics), la 206 (Advanced Hydrology), la 207 (Elementary German) e la 211 (Intermediate French).
Un testimone oculare ha riferito dopo la strage di aver visto un ragazzo sparare a circa 19 persone, incluso il professore, Christopher James Bishop, figlio dello scrittore Michael Bishop, che partecipavano ad una lezione di tedesco nell'area Norris Hall. Solo 4 persone sono rimaste illese, mentre le altre sono rimaste uccise o ferite.
Erik Sheehan, uno dei quattro illesi, ha raccontato che il ragazzo, prima di aprire il fuoco sulla classe, sbirciò due volte all'interno dell'aula, come se stesse cercando qualcuno o qualcosa.
Lo studente Nikolas Macko ha descritto alla BBC la sua esperienza nel mezzo della sparatoria. Si trovava a lezione di matematica (nell'aula accanto a quella di tedesco) quando sentì degli spari nel corridoio. Tre persone della classe cercarono di barricarsi nell'aula utilizzando un tavolo. Ad un certo punto, l'assassino, resosene conto, tentò di abbattere la porta e successivamente sparò due colpi, entrambi andati a vuoto. Ricaricata l'arma, l'assassino esplose un terzo colpo all'interno della porta, ma il proiettile non riuscì a penetrare all'interno della stanza.
Uno studente, Jamal Albarghouti, riuscì, come molti altri, ad utilizzare il suo telefono cellulare per registrare dei brevi filmati durante la sparatoria che sono stati poi mandati in onda su diversi portali d'informazione.
A differenza della prima, durante la seconda sparatoria ci sono stati diversi tentativi di resistenza nei confronti dell'assassino:
- Liviu Librescu, 76 anni, professore di origini romene, cercò di tenere chiusa la porta della sua classe mentre Cho tentava di accedervi, per permettere ai suoi studenti di fuggire attraverso la finestra. L'assassino sparò attraverso la porta uccidendolo sul colpo.[4]

Joe, il figlio del professore, ha riferito di aver ricevuto molte e-mail in cui il padre veniva definito un eroe dai suoi studenti, i quali grazie al suo sacrificio poterono salvarsi. A seguito del gesto, il presidente della Romania, Traian Băsescu, ha conferito al professore la Stella di Romania, un alto riconoscimento nazionale.
- Kevin Granata, 45 anni, lasciò il suo ufficio al terzo piano del Norris Hall e scese al secondo, luogo dove avvenne la seconda sparatoria. Alcuni testimoni hanno riferito di aver notato che Kevin, dall'interno di un ufficio, fu attratto dalla confusione presente nel corridoio, quindi uscì per verificare di persona cosa stesse accadendo. Divenne anche lui una delle vittime dell'assassino.
- Jocelyne Couture-Nowak, professoressa canadese di lingua francese, tentò a sua volta di salvare i suoi studenti, dopo aver guardato Cho negli occhi. Uno dei suoi tre studenti sopravvissuti riferì alla sua famiglia che la professoressa fece spostare gli studenti sul fondo della classe per garantire loro maggior sicurezza, prima di fare il tentativo, rivelatosi poi inutile, di barricare la porta d'entrata.[5] Fu poi uccisa da Cho.
- Anche Partahi Lumbantoruan, uno studente indonesiano di 34 anni, tentò invano di bloccare la porta per proteggere gli studenti e fu ucciso.[6]
- Zach Petkewicz e altri due suoi compagni di classe spinsero un tavolo contro la porta d'entrata nel tentativo di bloccarne l'accesso, riuscendo così a salvare dal massacro 11 studenti.[7]

La seconda e ultima sparatoria si concluse con il suicidio dell'assassino, compiuto sparandosi un colpo in pieno volto. Il suo corpo fu ritrovato senza vita nella classe della professoressa Jocelyne Couture-Nowak.

## Intervento della polizia

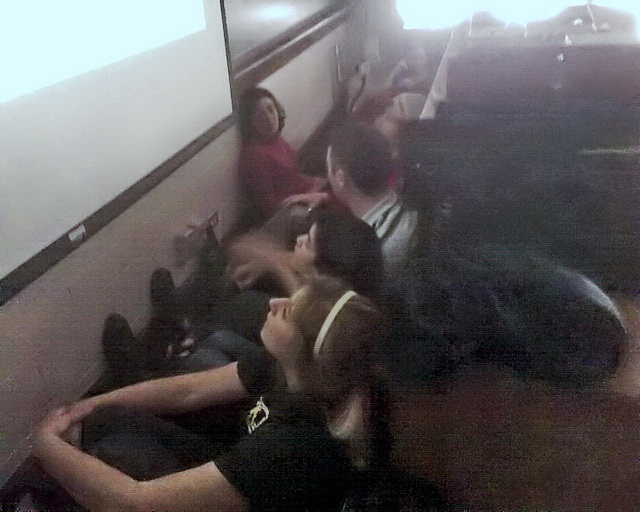
Studenti di francese cercano riparo dall'assassino nell'Holden Hall (foto di William Chase Damiano)

Fra la prima e la seconda sparatoria, la polizia dell'istituto (Virginia Tech Police), affiancata dal dipartimento di polizia di Blacksburg della contea di Montgomery e dalla polizia di stato della Virginia, rispose immediatamente attivando il protocollo d'emergenza e richiamando una squadra locale di SWAT. Poco dopo l'arrivo delle squadre di polizia sul posto, anche l'FBI prese parte all'emergenza inviando sulla scena alcuni agenti per le investigazioni.
A poca distanza di tempo, un portavoce dell'FBI dichiarò alla stampa che non vi erano particolari che potessero suggerire di trovarsi in presenza di un attentato terroristico, ma che comunque fino ad allora non era possibile escludere alcun tipo di ipotesi. Un membro dell'unità operativa antiterrorismo dell'FBI, Mike Brooks, intervistato dalla CNN ha affermato che forse il sistema di sicurezza della scuola non avrebbe dovuto fare affidamento sulle e-mail e sugli SMS per informare un campus comprendente centinaia di edifici e 26.000 studenti escluso lo staff.
Il Bureau of Alcohol, Tobacco, Firearms and Explosives (ATF) rispose immediatamente inviando sulla scena 10 agenti per identificare le armi e per svolgere esami di medicina forense.
Al momento della strage era inoltre in corso una nevicata aggravata da forti venti che impedirono l'uso degli elicotteri per il trasporto dei feriti negli ospedali della zona. Le vittime ferite nelle sparatorie sono state curate al Montgomery Regional Hospital di Blacksburg, al Carilion New River Valley Medical Center di Radford, al Carilion Roanoke Memorial Hospital di Roanoke e al Lewis-Gale Medical Center di Salem (Virginia).
Secondo gli inquirenti l'omicida avrebbe utilizzato due armi, una Walther calibro 22 e una Glock 19 calibro 9mm, acquistate entrambe in Virginia ed utilizzate in ognuna delle due sparatorie.
Cho comprò la prima il 9 febbraio 2007, e la seconda il 13 marzo. Per la legge della Virginia infatti, le persone legalmente residenti negli Stati Uniti compiuti i 21 anni di età, possono legalmente acquistare armi se non hanno precedenti per crimini o altre interdizioni o incapacità.
Il proprietario del Roanoke Firearms, nel quale fu acquistata una delle due armi, si è definito "devastato" al sapere che una delle sue armi fu utilizzata per compiere il massacro.

## Possibili moventi
Una professoressa di scrittura creativa di Cho, Lucinda Roy, si definì disturbata dal comportamento dello studente che aveva conosciuto nell'autunno del 2005 per alcune lezioni personali. Più precisamente rimase colpita da 2 canzoni che Cho scrisse per un corso d'inglese, canzoni caratterizzate da testi molto violenti.
Per questo motivo interpellò diverse volte alcuni ufficiali all'interno del campus, i quali però risposero alla donna che in assenza di una minaccia vera e propria nulla poteva essere fatto per non violare la libertà di espressione del ragazzo. Allora consigliò a Cho di seguire una terapia psicologica, consiglio che apparentemente non prese mai in considerazione.

Nella stessa intervista concessa alla ABC la professoressa Lucinda Roy definì Cho come un ragazzo "straordinariamente solo" - "la persona più sola ed isolata che abbia mai incontrato in vita mia". Aggiunse che era abitudine del ragazzo indossare sempre occhiali da sole scuri e cappucci; inoltre in classe parlava sempre a voce bassa e si prendeva diversi secondi prima di rispondere alle domande dei professori.

Un'altra professoressa di Cho, la scrittrice Nikki Giovanni, durante un'intervista alla CNN parlò del modo di scrivere di Cho:
La stessa professoressa fece pressioni perché Cho fosse rimosso dalle sue classi nel 2005 perché il ragazzo si era reso protagonista di atteggiamenti intimidatori nei confronti di altri studenti, fotografandoli e scrivendo violente e oscene poesie nei loro confronti.
I veri motivi alla base della strage sono ancora allo studio degli investigatori e presentano, per molti aspetti, dei lati oscuri. Tra le più probabili cause della sua violenza omicida, ci sono i gravi atti di bullismo di cui è stato vittima durante la scuola media e la scuola superiore per via dei suoi disturbi psichici.
In terza media, a Seung-Hui Cho è stato diagnosticato un disturbo depressivo maggiore e mutismo selettivo, associato ad una grave forma di fobia sociale che lo ha inibito a parlare. La famiglia di Cho ha cercato la terapia per lui, e ha ricevuto l'aiuto periodicamente durante la scuola media e scuola superiore.
Le prime notizie riportarono invece che il gesto fosse il risultato di una disputa avvenuta internamente al campus fra Cho e colei che sarebbe stata in passato una sua fidanzata, Emily Hilscher (è stato tuttavia successivamente appurato che la ragazza non aveva mai avuto alcuna relazione con Cho).
Durante le investigazioni della polizia nella camera del dormitorio in cui alloggiava l'assassino, fu trovata dagli inquirenti una lettera che descriveva come la sua vita fosse un inferno e nella quale motivava il folle gesto: "È tutta colpa vostra", "Mi avete spinto a farlo", scriveva. Se la prendeva inoltre con i figli dei ricchi presenti nell'ateneo, definendo i loro comportamenti da persone debosciate. Non mancavano inoltre accuse ai professori dell'ateneo, quelli che nella lettera definiva dei ciarlatani.
L'università aveva anche ottenuto da un magistrato locale, a causa delle lamentele di due sue compagne di classe che indicavano di aver ricevuto messaggi minacciosi, un ordine di detenzione temporanea che gli permetteva di ricoverare Cho in una struttura medica. Il ragazzo fu inserito nel dicembre 2005 nell'ospedale psichiatrico Carilion St. Albans. Per le leggi della Virginia, un magistrato ha l'autorità di emettere un ordine di detenzione quando una persona viene giudicata mentalmente malata o in bisogno di cura. Il magistrato deve inoltre constatare che la persona rappresenta un imminente pericolo per se stesso o per gli altri. Un professore anonimo definì il lavoro scolastico di Cho come molto adolescenziale e malato, con tentativi di violenza.
Poco dopo l'identificazione di Cho come sospetto, una copia di un suo testo teatrale, Richard McBeef, iniziò a circolare online. La breve creazione trattava argomenti di molestie e violenza, terminando con il protagonista che infligge un colpo mortale al suo figliastro tredicenne. Cho scrisse anche una seconda opera teatrale intitolata Mr. Brownstone.
A seguito delle testimonianze raccolte all'interno dell'università che lo ritraevano come una persona inquietante e solitaria, emersero i racconti di ex compagni di scuola delle superiori, secondo i quali era la vittima prediletta di abusi e bullismo. Veniva costantemente preso in giro per la sua timidezza e il modo strano in cui parlava e una volta, mentre leggeva in inglese in classe, alcuni compagni si misero a ridere ed alcuni gli gridarono: "Tornatene in Cina!". Il giovane assassino era inoltre stato segnalato in precedenza alle autorità del posto per comportamenti violenti ed erratici. Non raramente, infatti, Cho seguiva donne all'interno del campus e sarebbe stato anche il responsabile di un incendio appiccato in uno dei dormitori dell'ateneo.

## Il messaggio alla NBC
Il 18 aprile 2007, due giorni dopo la strage, la NBC News ricevette per posta nei suoi uffici di New York un pacco confezionato da Cho fra la prima e la seconda sparatoria (accaduta due ore più tardi). Il plico, spedito per posta immediata dall'ufficio postale del campus, ma arrivato a destinazione solo 2 giorni dopo a causa del codice ZIP e dell'indirizzo sbagliati, conteneva un manifesto di 1800 parole che la NBC giudicò lungo e delirante, 47 immagini e 27 videoclip. La NBC consegnò poi il plico alla polizia che lo girò a sua volta all'FBI, definendolo un elemento importante nelle indagini.
Le accuse presenti nei video non avevano un destinatario preciso e vennero definite dagli psicologi come deliri di onnipotenza di una mente malata. Nei video, inviati in formato QuickTime, Cho discuteva della sua religione e del suo odio verso i ricchi. In uno dei video il ragazzo affermava:
In un successivo video, Cho faceva riferimento a quelli che lui definiva "martiri come Eric e Dylan", apparentemente riferendosi ai due assassini del massacro della Columbine High School, suicidatisi dopo aver ucciso 13 persone nel 1999.
In un altro video, Cho si rivolse agli studenti ricchi del college dicendo:
Fra le fotografie inviate all'emittente televisiva, alcune lo ritraevano armato mentre puntava la pistola all'obiettivo della macchina fotografica. Altre fotografie lo immortalavano puntarsi la pistola alla testa, mentre altre ancora lo vedevano sfiorarsi la gola con un coltello. Dalle immagini spedite emersero inoltre particolari del momento della strage, come il vestiario dell'assassino: maglietta nera, giubbotto kaki in stile paramilitare, fondine per coltello e pistole, cappellino nero con la visiera rivolta all'indietro e guanti neri senza dita.
La messa in onda dei filmati e delle immagini non fu gradita dai familiari delle vittime, i quali, per protesta, annullarono qualsiasi tipo di intervista precedentemente accordata con la NBC. Si disse d'accordo con i familiari anche il colonnello della Virginia State Police Steven Flaherty. La NBC si difese dicendo che il contenuto del plico spedito da Cho fu mandato in onda soltanto dopo un lungo dibattito interno. Successivamente, la Fox News, che diede ampio risalto agli stessi contenuti mandati in onda dalla NBC, prese le difese del network televisivo, affermando che, pur comprendendo le proteste delle famiglie delle vittime, si rese necessario mandare in onda il contenuto del pacco per il resto del pubblico che voleva vedere la faccia dell'assassino.

## Vittime

### Prima sparatoria
- Emily J. Hilscher (19)
- Ryan Clark (22)

### Seconda sparatoria
| Ross Abdallah Alameddine (20) Brian Bluhm (25) Austin Cloyd (18) Juan Ramón Ortiz (26) Matthew Gwaltney (24) Caitlin Hammaren (19) Waleed Mohamed Shaalan (32) Rachael Elizabeth Hill (18) Matthew La Porte (20) Jarrett Lane (22) Henry J Lee (20) |  | Julia Pryde (23) Lauren Ashley McCain (20) Minal Panchal (26) Daniel Patrick O'Neil (22) Jeremy Herbstritt (27) Daniel Alejandro Pérez Cueva (21) Erin Peterson (18) Michael Steven Pohle (23) Partahi Mamora Halomoan Lombantoruan (34) Mary Karen Read (19) Reema Joseph Samaha (18) |  | Leslie Sherman (20) Maxine Shelly Turner (22) Nicole Regina White (20) Christopher James "Jamie" Bishop (35) Jocelyne Couture-Nowak (49) - Kevin Granata (45) Liviu Librescu (76) G. V. Loganathan (50) Cho Seung-Hui (l'assassino, morto suicida: 23) |

 Stanza 204 (Solid Mechanics)

 Stanza 206 (Advanced Hydrology)

 Stanza 207 (Elementary German)

 Stanza 211 (Intermediate French)

## Reazioni

### Risposta della scuola
L'istituto cancellò immediatamente le lezioni per tutta la settimana seguente alla tragedia e chiuse l'area Norris Hall per il resto del semestre. Offrì inoltre assistenza psicologica a tutti gli studenti che ne avessero avuto bisogno e organizzò un'assemblea per martedì 17 aprile 2007.
La Croce Rossa inviò sul posto diverse dozzine di consulenti psicologici per aiutare gli studenti a far fronte al massacro.
Il presidente del Virginia Tech Institute, Charles Steger riferì in un'intervista che le autorità credevano inizialmente che la prima sparatoria nel dormitorio West Ambler Johnston fosse stata causata da una disputa interna e che il ragazzo avesse poi lasciato il campus. Lo stesso Steger, qualche ora dopo, in una seconda conferenza affermò:
È veramente difficile, siamo in una società aperta e in un campus aperto. Abbiamo 26.000 persone qui. La miglior cosa che possiamo fare è che le persone che frequentano l'istituto riportino qualsiasi cosa di sospetto. Ovviamente non possiamo avere una guardia armata di fronte ad ogni classe ogni giorno dell'anno. Quello che possiamo fare da parte nostra è cercare di stabilire se i ragazzi rimangono all'interno dei dormitori e degli edifici accademici evitando problemi. Inviamo comunicazioni via e-mail, abbiamo un sistema di emergenza per avvisare gli studenti il più velocemente possibile, ma con 11.000 persone che frequentano il campus è estremamente difficile, se non impossibile riuscire ad informare tutti istantaneamente.»

### Risposta degli studenti

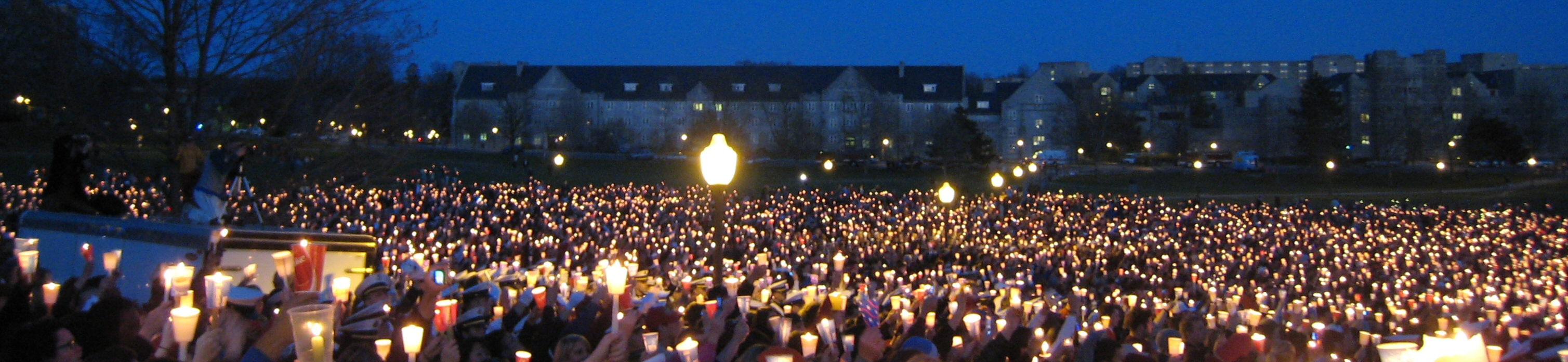
Studenti del Virginia Tech Institute commemorano i loro compagni scomparsi.

Dopo la strage, diversi studenti del Virginia Tech Institute si lamentarono chiedendo per quale motivo la scuola non fosse stata chiusa immediatamente dopo la prima sparatoria.
Dopo essersi resi conto dell'accaduto, molti studenti comunicarono con le loro famiglie circa le loro condizioni utilizzando telefoni cellulari o famosi siti web come Facebook o MySpace, e quest'ultimo fu usato anche successivamente alla strage per creare delle pagine in memoria di alcuni loro compagni deceduti.
Lee Seung-wook, il capo dell'associazione degli studenti coreani del Virginia Tech Institute, disse:
Per martedì 17 aprile 2007, il giorno successivo alla strage, gli studenti del Virginia Tech Institute organizzarono una veglia per commemorare i loro compagni morti nella strage.

### Risposta del governo statunitense
I senatori della Virginia John Warner e Jim Webb, manifestarono entrambi le loro condoglianze per l'accaduto.
Il governatore della Virginia Tim Kaine rientrò immediatamente da un viaggio a Tokyo, in Giappone dichiarando lo stato d'emergenza in Virginia, e dando immediato incarico al personale dello stato di schierare tutte le risorse disponibili per aiutare chiunque avesse bisogno di assistenza a seguito della tragedia.
Il lunedì del massacro, la Camera dei Rappresentanti e il Senato americani osservarono un momento di silenzio in ricordo delle vittime.
Il presidente della commissione giudiziaria del Senato Patrick Leahy rinviò di due giorni l'importante testimonianza del procuratore generale Alberto Gonzales riguardo alla controversia delle dimissioni di alcuni procuratori durante la fine del mandato di George Bush giudicando di maggiore importanza la strage in Virginia.

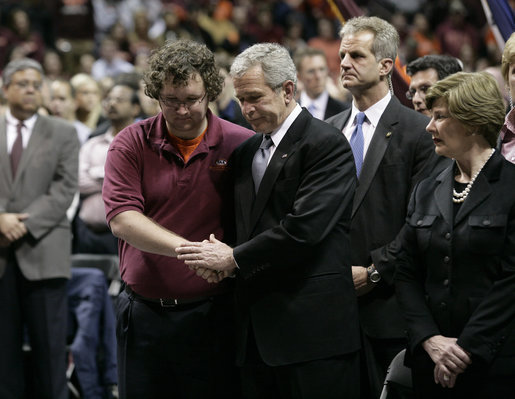
Il presidente Bush stringe la mano al presidente dell'associazione studentesca del Virginia Institute James Tyger.

Subito dopo l'annuncio della strage da parte di alcune agenzie di stampa, il portavoce della Casa Bianca riportò le parole del presidente statunitense George Bush; Il presidente degli Stati Uniti d'America è sconvolto dall'accaduto e offre le sue preghiere alle vittime e al popolo della Virginia:
Il presidente George W. Bush ordinò che la bandiera americana che sovrasta la Casa Bianca fosse abbassata a mezz'asta in segno di lutto fino al calare del sole di domenica 22 aprile 2007. Fece visita con la moglie Laura al Virginia Tech Institute martedì 17 aprile 2007, il giorno successivo alla strage.
L'agenzia del Dipartimento del Tesoro americano (IRS) e il Dipartimento di tassazione dello Stato della Virginia garantirono una dilazione di sei mesi nei pagamenti alle famiglie delle vittime, al personale d'emergenza, agli studenti e allo staff universitario.

### Influenze nei media
- Il gruppo giapponese Access ha composto dopo l'accaduto il brano musicale Shadow Of The World.

### Reazioni politiche internazionali
Diverse furono le reazioni politiche internazionali riguardanti il massacro. Tutte riflessero orrore e preoccupazione, espressero shock, solidarietà e condoglianze sia agli Stati Uniti come paese sia alle famiglie delle vittime, non mancando però in alcuni occasioni di dichiarazioni politiche riguardanti il problema della libera vendita di armi sul territorio americano.
- Australia - Il primo ministro John Howard manifestò solidarietà alle famiglie delle vittime denigrando però quella che lui stesso definì una cultura negativa delle armi.[33]
- Canada - Il primo ministro Stephen Harper commentò la strage dicendo: "Abbiamo saputo che un canadese è fra le vittime del massacro. Posso dire che le preghiere, i pensieri e le condoglianze di ognuno di noi sono per la sua famiglia. È quasi impossibile comprendere il motivo per il quale un individuo dovrebbe togliere la vita a sé stesso e a molti altri in questo modo. Tutte le nostre preghiere e i nostri pensieri sono con tutte le vittime e con le loro famiglie.[34]
- Cina - "La Cina è scioccata per la strage in Virginia ed esprime profonde condoglianze a coloro che hanno perso le loro persone amate e ai feriti" disse il portavoce del ministro degli esteri cinese Liu Jianchao. Martedì 17 aprile, il ministro degli esteri cinese Li Zhaoxing inviò un telegramma al segretario di stato americano Condoleezza Rice, esprimendo orrore e condoglianze per l'accaduto.[35] Il 18 aprile 2007, a due giorni dal massacro, la Cina giudicò deplorevole il fatto che alcuni media americani accusarono inizialmente del massacro uno studente cinese. Più precisamente: "Alcuni media statunitensi hanno fatto servizi irresponsabili sul massacro del Virginia Tech Institute, ancora prima di scoprire la verità, vìolando la loro etica professionale."
- Filippine - Il presidente delle Filippine Gloria Macapagal-Arroyo espresse le sue condoglianze alle famiglie delle vittime. "Siamo con il resto del mondo nel condolerci per le vittime della strage senza senso avvenuta in Virginia. Rivolgiamo le nostre preghiere e la nostra solidarietà alle famiglie addolorate, agli studenti, allo staff, alla facoltà universitaria e all'intero popolo americano in questo momento di difficoltà".[36]
- Francia - Il presidente francese Jacques Chirac espresse il suo orrore e la sua totale solidarietà per le famiglie delle vittime e per l'intero stato della Virginia.[37]
- Giappone - Il 17 aprile il portavoce del governo, Yasuhisa Shiozaki, ha espresso le sue più sincere condoglianze alle famiglie delle oltre trenta persone uccise.[38]
- India - Il ministro per gli affari esteri dello stato indiano Anand Sharma condannò l'atto definendolo una terribile tragedia e offrì l'assistenza del paese indiano in caso di bisogno.[39]
- Iran - Un portavoce del ministero degli Esteri iraniano condannò l'atto e espresse le più profonde condoglianze della sua nazione per la tragedia.[40]
- Messico - Il presidente messicano Felipe Calderón inviò una lettera al presidente Bush con le sue più sincere condoglianze per la sparatoria in Virginia.[41]
- Pakistan - Il presidente pakistano Pervez Musharraf in un messaggio inviato al presidente statunitense George Bush espresse profondo shock e tristezza aggiungendo che l'intero popolo pakistano si univa a quello americano per la perdita di così tante preziose vite. Nel suo messaggio, poi aggiunse: "A capo del governo pakistano, voglio esprimere il nostro profondo shock e la nostra tristezza per la tragica sparatoria accaduta in Virginia. Offriamo la nostra sincera solidarietà e le nostre condoglianze. I nostri pensieri e le nostre preghiere sono per le famiglie delle vittime in questo momento di angoscia e dolore."[42]
- Regno Unito - Il primo ministro inglese Tony Blair parlò di una "terribile perdita di vite innocenti", aggiungendo, "Vorrei esprimere, a nome della Gran Bretagna e del popolo britannico la nostra profonda tristezza e inviare al popolo americano, e più specificamente alle famiglie delle vittime, la nostra solidarietà e le nostre preghiere".[43]
- Romania - Il presidente rumeno Traian Băsescu in data 18 aprile 2007 conferì la Stella della Romania, un riconoscimento di alto onore nazionale, al professor Liviu Librescu come "segno di grande apprezzamento e gratitudine per l'intera attività scientifica e accademica, nonché per l'eroismo mostrato nel corso dei tragici eventi che ebbero luogo nell'istituto di Blacksburg, nei quali salvò la vita di alcuni suoi studenti, sacrificando la sua."[44]
- Corea del Sud - Il presidente Roh Moo-hyun espresse le sue più profonde condoglianze, aggiungendo: "Ero così scioccato, si tratta di una cosa impensabile. Vorrei esprimere, a nome del popolo sud coreano le nostre più profonde condoglianze alle famiglie delle vittime innocenti e a quelli rimasti feriti". A seguito della notizia che l'omicida era uno studente nativo sudcoreano ha espresso una seconda volta le sue più sincere condoglianze alle famiglie delle vittime e a tutti i cittadini americani.
- Unione europea - La cancelliera tedesca Angela Merkel che deteneva la presidenza a rotazione dell'Unione europea, espresse solidarietà al presidente statunitense George W. Bush e al popolo americano alla luce di quanto accaduto. Kurt Beck, capo della coalizione tedesca di cui fa parte la Merkel riferì profonda tristezza aggiungendo che un maggiore controllo avrebbe potuto limitare il livello di armamenti nella società americana.
- Vaticano - In un telegramma inviato al vescovo della Virginia Francis X. DiLorenzo of Richmond dal segretario di stato vaticano Cardinal Tarcisio Bertone, papa Benedetto XVI definì l'accaduto una tragedia senza senso, esprimendo le sue condoglianze alle famiglie delle vittime.[45]

## Stragi simili
- William Morva uccise due poliziotti nell'agosto 2006 nelle vicinanze del Virginia Tech Institute.
- Massacro della Columbine High School: un'altra strage scolastica accaduta negli Stati Uniti nel 1999, nella quale furono uccise 15 persone.
- Disastro della Bath School: strage scolastica avvenuta negli Stati Uniti nel maggio 1927 che vide la morte di 45 persone.
- Massacro alla Sandy Hook Elementary School: strage scolastica avvenuta nel dicembre del 2012 all'interno della scuola elementare di Sandy Hook, nella quale hanno perso la vita 7 adulti e 20 bambini di età compresa tra i 6 e i 7 anni.